# Denver Broncos 2019
La stagione 2019 dei Denver Broncos è stata la 50ª della franchigia nella National Football League, la 60ª complessiva e la prima con Vic Fangio come capo-allenatore.
Fu la prima stagione per i Broncos dal 1984 sotto una nuova proprietà, con lo storico proprietario Pat Bowlen scomparso nel mese di giugno. Dopo avere perso tutte le prime quattro partite per la prima volta dal 1999, i Broncos conclusero con un bilancio 7–9, migliorando quello di 6–10 del 2018 ma mancando i playoff per il quarto anno consecutivo. La squadra faticò a causa delle prestazioni negative del suo attacco, classificandosi tra le peggiori cinque in diverse categorie statistiche e segnando solo una volta almeno 30 punti. Denver cambiò tre quarterback titolari durante la stagione: il veterano Joe Flacco, giunto come free agent dai Baltimore Ravens e infortunatosi a metà anno dopo prestazioni non eccezionali, Brandon Allen e il rookie Drew Lock.

## Scelte nel Draft 2019
| Scelte dei Broncos nel Draft 2019 |        |                |       |              |
| Giro                              | Scelta | Giocatore      | Ruolo | College      |
| 1                                 | 20     | Noah Fant      | TE    | Iowa         |
| 2                                 | 41     | Dalton Risner  | OT    | Kansas State |
| 2                                 | 42     | Drew Lock      | QB    | Missouri     |
| 3                                 | 71     | Dre'Mont Jones | DT    | Ohio State   |
| 5                                 | 156    | Justin Hollins | LB    | Oregon       |
| 6                                 | 187    | Juwann Winfree | WR    | Colorado     |

## Staff
| Staff dei Denver Broncos nel 2019 |
| --- |
| Organi dirigenziali - Proprietario – Pat Bowlen - Presidente/CEO – Joe Ellis - Dirigente sportivo/General manager – John Elway - Direttore del personale dei giocatori – Matt Russell - Assistente del direttore del personale professionistico – A.J. Durso - Dirigente sportivo – Mike Sullivan - Dirigente sportivo – Mark Thewes - Direttore dello sviluppo dei giocatori – Ray Jackson - Direttore delle analisi – Mitch Tanney - Direttore degli osservatori del college – Brian Stark Capo allenatore - Vic Fangio - Assistente Capo Allenatore/Controllo qualità della difesa - Mike Hiestand Altri allenatori - Preparatore atletico – Loren Landow - Assistente p.a. – Tyler Hill - Assistente p.a. – Anthony Lomando - Assistente p.a. – Cedric Smith Allenatori dell'attacco - Coordinatore offensivo – Rich Scangarello - Quarterback – T.C. McCartney - Running back – Curtis Modkins - Wide receiver – Zach Azzanni - Tight end – Wade Harman - Offensive line – Mike Munchak - Assistente offensivo – Chris Kuper - Controllo qualità dell'attacco – Rob Calabrese - Controllo qualità dell'attacco - Justin Rascati Allenatori della difesa - Coordinatore difensivo – Ed Donatell - Defensive line – Bill Kollar - Outside Linebacker – Brandon Staley - Linebacker – Reggie Herring - Defensive backs – Renaldo Hill - Assistente difensivo – Chris Beake - Controllo qualità della difesa – Nathaniel Willingham Allenatori dello special team - Coordinatore dello special team – Tom McMahon - Assistente dello special team – Chris Gould |

## Roster
| Roster dei Denver Broncos nel 2019 |
| --- |
| Quarterback - 3 Drew Lock - 2 Brandon Allen Running Back - 23 Devontae Booker - 28 Royce Freeman - 30 Phillip Lindsay Wide Receiver - 17 DaeSean Hamilton - 11 Diontae Spencer - 14 Courtland Sutton - 19 Fred Brown - 81 Tim Patrick Tight End - 83 Andrew Beck - 87 Noah Fant - 84 Troy Fumagalli - 82 Jeff Heuerman Offensive Linemen - 70 Ja'Wuan James RT - 72 Garett Bolles T - 65 Ronald Leary G - 69 Jake Rodgers T - 60 Connor McGovern C - 66 Dalton Risner G - 71 Austin Schlottmann G - 68 Elijah Wilkinson T - 64 Calvin Anderson T - 61 Patrick Morris C - 75 Quinn Bailey T Defensive Linemen - 91 Deyon Sizer DE - 94 Kyle Peko NT - 96 Shelby Harris NT - 93 Dre'Mont Jones DE - 98 Mike Purcell NT - 57 DeMarcus Walker DE - 92 Jonathan Harris DL Linebacker - 40 Jeremiah Attaochu OLB - 51 Todd Davis ILB - 52 Justin Hollins OLB - 47 Josey Jewell ILB - 45 A.J. Johnson ILB - 54 Josh Watson ILB - 43 Joseph Jones ILB - 58 Von Miller OLB - 59 Malik Reed OLB Defensive Back - 49 Alijah Holder CB - 20 Duke Dawson CB - 25 Chris Harris Jr. CB - 27 Davontae Harris CB - 36 Trey Marshall SS - 34 Will Parks FS - 31 Justin Simmons FS - 38 Shakial Taylor CB - 26 Isaac Yiadom CB Special Team - 42 Casey Kreiter LS - 8 Brandon McManus K - 6 Colby Wadman P Lista delle riserve - 15 Juwann Winfree WR (IR) - 41 De'Vante Bausby CB (IR) - 80 Jake Butt TE (IR) - 29 Bryce Callahan CB (IR) - 55 Bradley Chubb OLB (IR) - 74 Nico Falah G (IR) - 5 Joe Flacco QB (IR) - 89 Austin Fort TE (IR) - 22 Kareem Jackson SS (Sospeso) - 32 Andy Janovich FB (IR) - 39 Cyrus Jones CB (NF-Inj.) - 56 Corey Nelson ILB (IR) - 27 Horace Richardson CB (IR) - 21 Theo Riddick RB (IR) - 35 Dymonte Thomas FS (IR) - 90 Billy Winn DE (IR) - 95 Derek Wolfe DE (IR) - 99 Adam Gotsis DE (IR) Squadra di allenamento - 12 Trinity Benson WR - 53 Malik Carney OLB - 85 Bug Howard TE - 16 Kelvin McKnight WR - 33 Khalfani Muhammad RB - 35 Tyvis Powell S - 4 Brett Rypien QB - -- P.J. Locke S - -- Jay-Tee Tiuli DL 53 attivi, 18 inattivi, 9 nella squadra di allenamento |
| Legenda - I rookie sono in corsivo. - Il primo ruolo è il principale mentre gli eventuali successivi indicano i ruoli secondari. - (IR) sta per Injured Reserve ed indica la lista ristretta per un solo giocatore infortunato che può tornare ad allenarsi dopo la settimana 6 e a rientrare in prima squadra dopo che questa ha giocato 8 partite. - (NF-Inj.) / (NF-Ill.) stanno rispettivamente per Non-Football Injured e Non-Football Illness ed indicano le liste dove viene inserito un giocatore che ha un infortunio o una malattia non dipendente dal football americano. - (PUP) sta per Physically Unable to Perform ed indica la lista dove viene inserito un giocatore mentre è in attesa di recuperare la condizione fisica. Nella stagione regolare dopo la sesta partita giocata dalla propria squadra, il giocatore ha tempo tre settimane per riprendere ad allenarsi, più tre settimane aggiuntive dal suo rientro agli allenamenti per rientrare in prima squadra. |

## Calendario
| Stagione regolare |                    |                         |                    |                    |                            |                    |
| Turno             | Data               | Avversario              | Risultato          | Record             | Stadio                     | Sintesi            |
| 1                 | 9 settembre        | at Oakland Raiders      | S 16–24            | 0–1                | RingCentral Coliseum       | Recap              |
| 2                 | 15 settembre       | Chicago Bears           | S 14–16            | 0–2                | Empower Field at Mile High | Recap              |
| 3                 | 22 settembre       | at Green Bay Packers    | S 16–27            | 0–3                | Lambeau Field              | Recap              |
| 4                 | 29 settembre       | Jacksonville Jaguars    | S 24–26            | 0–4                | Empower Field at Mile High | Recap              |
| 5                 | 6 ottobre          | at Los Angeles Chargers | V 20–13            | 1–4                | Dignity Health Sports Park | Recap              |
| 6                 | 13 ottobre         | Tennessee Titans        | V 16–0             | 2–4                | Empower Field at Mile High | Recap              |
| 7                 | 17 ottobre         | Kansas City Chiefs      | S 6–30             | 2–5                | Empower Field at Mile High | Recap              |
| 8                 | 27 ottobre         | at Indianapolis Colts   | S 13–15            | 2–6                | Lucas Oil Stadium          | Recap              |
| 9                 | 3 novembre         | Cleveland Browns        | V 24–19            | 3–6                | Empower Field at Mile High | Recap              |
| 10                | Settimana di pausa | Settimana di pausa      | Settimana di pausa | Settimana di pausa | Settimana di pausa         | Settimana di pausa |
| 11                | 17 novembre        | at Minnesota Vikings    | S 23–27            | 3–7                | U.S. Bank Stadium          | Recap              |
| 12                | 24 novembre        | at Buffalo Bills        | S 3–20             | 3–8                | New Era Field              | Recap              |
| 13                | 1º dicembre        | Los Angeles Chargers    | V 23–20            | 4–8                | Empower Field at Mile High | Recap              |
| 14                | 8 dicembre         | at Houston Texans       | V 38–24            | 5–8                | NRG Stadium                | Recap              |
| 15                | 15 dicembre        | at Kansas City Chiefs   | S 3–23             | 5–9                | Arrowhead Stadium          | Recap              |
| 16                | 22 dicembre        | Detroit Lions           | V 27–17            | 6–9                | Empower Field at Mile High | Recap              |
| 17                | 29 dicembre        | Oakland Raiders         | V 16–15            | 7–9                | Empower Field at Mile High | Recap              |

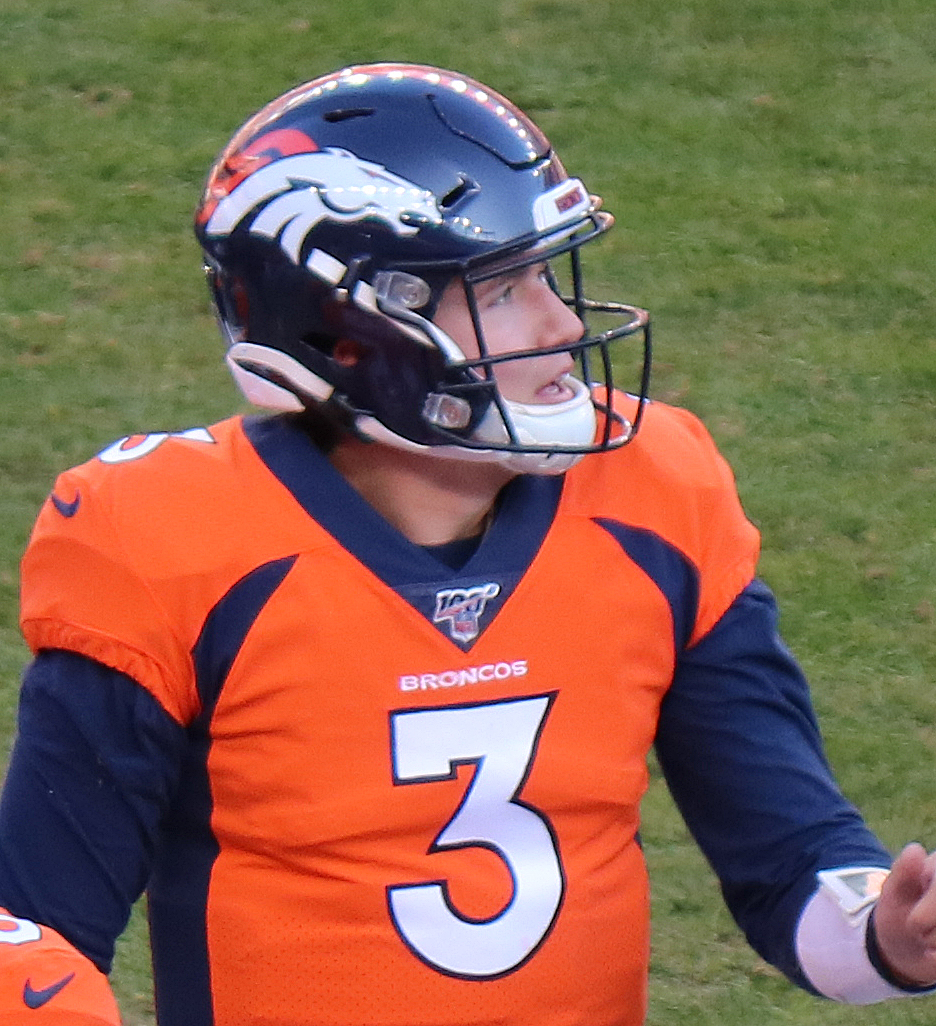
Il quarterback Drew Lock nell'ultimo turno della stagione regolare

Nota: gli avversari della propria division sono in grassetto.

## Classifiche

### Division
| AFC West             | AFC West | AFC West | AFC West | AFC West | AFC West | AFC West | AFC West | AFC West |
| vedi • disc. • mod.  | V        | S        | P        | PCT      | DIV      | CONF     | PF       | PS       |
| -------------------- | -------- | -------- | -------- | -------- | -------- | -------- | -------- | -------- |
| Kansas City Chiefs   | 12       | 4        | 0        | .750     | 9–3      | 5-3      | 308      | 256      |
| Denver Broncos       | 7        | 9        | 0        | .438     | 3–3      | 6-6      | 225      | 250      |
| Oakland Raiders      | 7        | 9        | 0        | .438     | 3-3      | 5-7      | 224      | 218      |
| Los Angeles Chargers | 5        | 11       | 0        | .313     | 0–6      | 3-9      | 172      | 197      |
|                      |          |          |          |          |          |          |          |          |
|                      |          |          |          |          |          |          |          |          |

### Conference
| American Football Conference           | American Football Conference | American Football Conference | American Football Conference | American Football Conference | American Football Conference | American Football Conference | American Football Conference | American Football Conference | American Football Conference | American Football Conference |
| Pos.                                   | Squadra                      | Division                     | V                            | S                            | P                            | PCT                          | DIV                          | CONF                         | SOS                          | SOV                          |
| Capolista di Division                  | Capolista di Division        | Capolista di Division        | Capolista di Division        | Capolista di Division        | Capolista di Division        | Capolista di Division        | Capolista di Division        | Capolista di Division        | Capolista di Division        | Capolista di Division        |
| -------------------------------------- | ---------------------------- | ---------------------------- | ---------------------------- | ---------------------------- | ---------------------------- | ---------------------------- | ---------------------------- | ---------------------------- | ---------------------------- | ---------------------------- |
| 1                                      | Baltimore Ravens             | North                        | 14                           | 2                            | 0                            | .875                         | 5–1                          | 10–2                         | .400                         | .356                         |
| 2                                      | Kansas City Chiefs           | West                         | 12                           | 4                            | 0                            | .750                         | 6–0                          | 9–3                          | .436                         | .414                         |
| 3                                      | New England Patriots         | East                         | 12                           | 4                            | 0                            | .750                         | 5-1                          | 8-4                          | .549                         | .507                         |
| 4                                      | Houston Texans               | South                        | 10                           | 6                            | 0                            | .625                         | 4-2                          | 8-4                          | .441                         | .459                         |
| Wild Card                              |                              |                              |                              |                              |                              |                              |                              |                              |                              |                              |
| 5                                      | Buffalo Bills                | East                         | 10                           | 6                            | 0                            | .625                         | 3-3                          | 7-5                          | .330                         | .214                         |
| 6                                      | Tennessee Titans             | South                        | 9                            | 7                            | 0                            | .563                         | 3-3                          | 7-5                          | .539                         | .452                         |
| In corsa per i play-off                |                              |                              |                              |                              |                              |                              |                              |                              |                              |                              |
| 7                                      | Pittsburgh Steelers          | North                        | 8                            | 8                            | 0                            | .500                         | 3-3                          | 6-6                          | .481                         | .336                         |
| 8                                      | Denver Broncos               | West                         | 7                            | 9                            | 0                            | .438                         | 3-3                          | 6-6                          | .554                         | .353                         |
| 9                                      | Oakland Raiders              | West                         | 7                            | 9                            | 0                            | .438                         | 3-3                          | 5-7                          | .451                         | .404                         |
| 10                                     | Indianapolis Colts           | South                        | 7                            | 9                            | 0                            | .438                         | 3-3                          | 5-7                          | .630                         | .575                         |
| 11                                     | New York Jets                | East                         | 7                            | 9                            | 0                            | .438                         | 2-4                          | 4-8                          | .485                         | .275                         |
| 12                                     | Jacksonville Jaguars         | South                        | 6                            | 10                           | 0                            | .375                         | 2-4                          | 6-6                          | .500                         | .500                         |
| 13                                     | Cleveland Browns             | North                        | 6                            | 10                           | 0                            | .375                         | 3-3                          | 6-6                          | .544                         | .419                         |
| 14                                     | Los Angeles Chargers         | West                         | 5                            | 11                           | 0                            | .313                         | 0-6                          | 3-9                          | .490                         | .300                         |
| 15                                     | Miami Dolphins               | East                         | 5                            | 11                           | 0                            | .313                         | 2-4                          | 4-8                          | .554                         | .450                         |
| 16                                     | Cincinnati Bengals           | North                        | 2                            | 14                           | 0                            | .125                         | 1-5                          | 2-10                         | .639                         | .000                         |
| Criteri di spareggio                   |                              |                              |                              |                              |                              |                              |                              |                              |                              |                              |
| 1.                                     |                              |                              |                              |                              |                              |                              |                              |                              |                              |                              |
| Legenda                                |                              |                              |                              |                              |                              |                              |                              |                              |                              |                              |
| w — wild card ottenuta                 |                              |                              |                              |                              |                              |                              |                              |                              |                              |                              |
| x — partecipazione ai playoff ottenuta |                              |                              |                              |                              |                              |                              |                              |                              |                              |                              |
| y — campioni di division               |                              |                              |                              |                              |                              |                              |                              |                              |                              |                              |
| z — salto del primo turno di play-off  |                              |                              |                              |                              |                              |                              |                              |                              |                              |                              |
| * — vantaggio del campo ottenuto       |                              |                              |                              |                              |                              |                              |                              |                              |                              |                              |

## Premi

### Premi settimanali e mensili
- Kareem Jackson:

difensore della AFC della settimana 14
- Drew Lock:

rookie della settimana 14
- Dre'Mont Jones:

difensore della AFC della settimana 16

## Leader della squadra
| Categoria            | Giocatore        | Valore |
| -------------------- | ---------------- | ------ |
| Yard passate         | Joe Flacco       | 1.822  |
| Touchdown passati    | Drew Lock        | 7      |
| Yard corse           | Phillip Lindsay  | 1.011  |
| TD su corsa          | Phillip Lindsay  | 7      |
| Ricezioni            | Courtland Sutton | 72     |
| Yard ricevute        | Courtland Sutton | 1.112  |
| TD su ricezione      | Courtland Sutton | 6      |
| Punti                | Brandon McManus  | 112    |
| Yard su rit. kickoff | Diontae Spencer  | 436    |
| Yard su rit. punt    | Diontae Spencer  | 208    |
| Tackle               | Todd Davis       | 136    |
| Sack                 | Von Miller       | 8,0    |
| Fumble forzati       | A.J. Johnson     | 2      |
| Intercetti           | Justin Simmons   | 4      |